# Text REtrieval Conference
Die Text REtrieval Conference (TREC) ist eine Reihe von wissenschaftlichen Konferenzen zum Thema Information Retrieval. Diese Konferenzen sollen die Forschung im Bereich Information Retrieval unterstützen und fördern. Dazu wird die Infrastruktur für eine großflächige Evaluation von Information-Retrieval-Methoden bereitgestellt. Zusätzlich soll der Technologietransfer beschleunigt werden.
Die Konferenzreihe wird vom National Institute of Standards and Technology (NIST) und vom Disruptive Technology Office des Verteidigungsministeriums der Vereinigten Staaten unterstützt. Sie begann 1992 als Teil des TIPSTER Text Programms.
Jede Konferenz besteht aus mehreren Tracks, die unterschiedliche Problemstellungen behandeln. Zu jedem Track gibt es einen Wettbewerb, für den NIST den teilnehmenden Gruppen Datensätze und Testaufgaben zur Verfügung stellt. Nachdem die Ergebnisse des Wettbewerbs ausgewertet wurden, bietet ein Workshop den Teilnehmern die Möglichkeit zum Gedanken- und Ideenaustausch und stellt aktuelle und zukünftige Forschungsfelder vor.